# Qianjin Shuiku
Qianjin Shuiku (kinesiska: 前进水库) är en reservoar i Kina. Den ligger i den autonoma regionen Xinjiang, i den nordvästra delen av landet, omkring 500 kilometer sydväst om regionhuvudstaden Ürümqi. Qianjin Shuiku ligger 991 meter över havet. Trakten runt Qianjin Shuiku består till största delen av jordbruksmark.
Genomsnittlig årsnederbörd är 108 millimeter. Den regnigaste månaden är juni, med i genomsnitt 29 mm nederbörd, och den torraste är april, med 2 mm nederbörd.